# Середня загальноосвітня школа І-ІІІ ступенів № 160
Середня загальноосвітня школа І-ІІІ ступенів № 160 — освітній заклад у Дарницькому районі міста Києва, за адресою: вулиця Юрія Литвинського, 45.

## Загальні відомості
Директор СЗШ І-ІІІ ступенів № 160 — Матасюк Ірина Володимирівна, вчитель-методист, нагороджена грамотами РУО та ГУОН.
Школа заснована в 1940 році.
Девіз:
«Нехай серця не знають супокою,
хай обганяють мрії часу біг,
і наша юність буде хай такою,
щоб їй ніхто не заздрити не міг»

#### Про школу
- 4-поверхова споруда, що займає загальну площу 4456 кв. м.;
- 51 навчальних кабінети, 1 майстерня;
- 1 кабінет обслуговуючої праці;
- їдальня на 136 посадкових місць;
- 2 спортивні зали;
- шкільна бібліотека, що налічує понад 32 тисяч книг;
- медичний та стоматологічний кабінети;
- 3 комп'ютерні класи.

Педагогічний колектив складається з 69 вчителів, серед яких учителі вищої категорії — 31, звання «Старший учитель» мають 5 педагогів, «Учитель-методист» — 7, «Відмінник освіти України» — 7.
Школа сьогодні — це навчання за науково-педагогічним проектом «Росток» у початковій школі. У школі діє система профільного навчання: фізико-математичний, біолого-технологічний, гуманітарний, хіміко-біологічний напрямки. Учні цих класів постійно працюють над науково-дослідницькими роботами в МАН, беруть участь у Всеукраїнських предметних олімпіадах і посідають призові місця; є призерами Міжнародного математичного конкурсу «Кенгуру», Міжнародного інтерактивного природничого конкурсу «Колосок», Міжнародного конкурсу знавців української мови ім. П. Яцика, Міжнародного мовно-літературного конкурсу ім. Тараса Шевченка, відкритого конкурсу юних читців «Щаслива родина», Всеукраїнської українознавчої гри «Соняшник».
В середній загальноосвітній школі № 160 профільне навчання це:
- екологічний клас, де поглиблено вивчають біологію та екологію;
- математичний клас, де поглиблено вивчають курси математики, фізики, інформатики;
- біотехнологічний клас, де поглиблено вивчають курс біології.

Дозвілля:
- агітбригада «Молодь за здоровий спосіб життя»;
- дружина юних пожежних «Іскра»;
- команда веселих та кмітливих «Дарниця на Біс»;
- загін юних інспекторів дорожнього руху «Перехрестя»;
- інтелектуальні команди «Колорит» та «Перспектива»;
- гуртки туризму та краєзнавства;
- літературна студію «Джерельце»;
- вокально-хорова студія «Музичний калейдоскоп»;
- хореографічна студія;
- театр моди «Фантазія».

Нині в школі навчається 958 учнів. Одним із пріоритетних напрямків діяльності закладу є організація й проведення виховної роботи серед школярів, гурткова робота, яка спрямована на художньо-естетичний та спортивний розвиток дітей.

## Історія

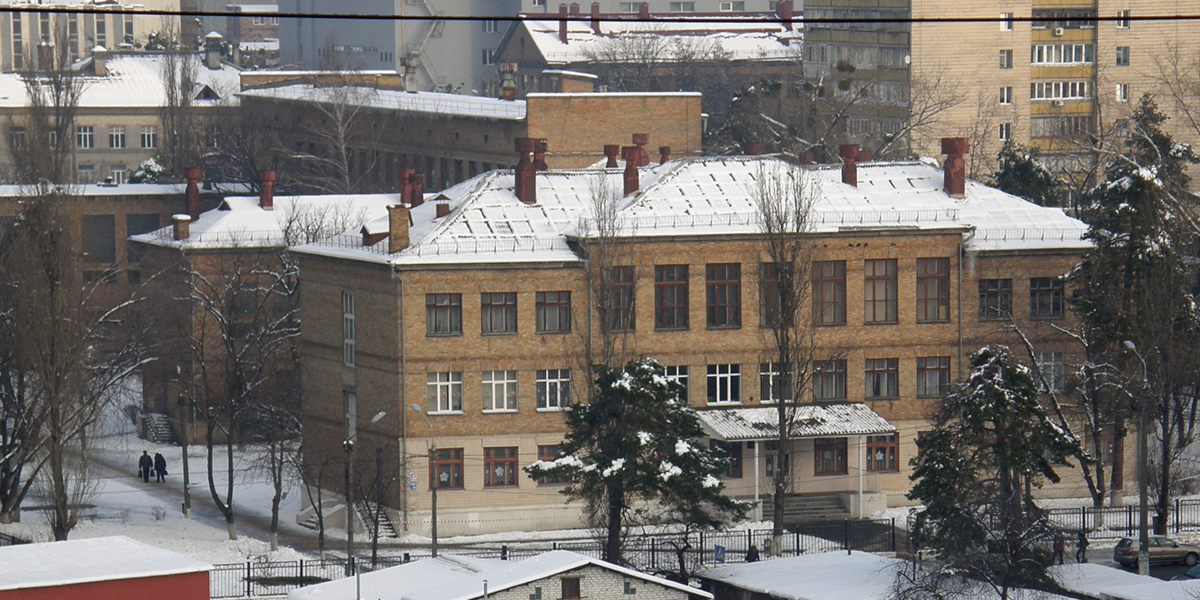

Школа була відкрита у 1940 році в районі Дарницької ремонтної бази. Розташовувалась в триповерховій цегляній споруді. Навчалось в школі 320 учнів. Перші учні не провчились і року, як почалась Німецько-радянська війна. Бомбосховище школи ховало населення прилеглих районів від бомбардувань.
Вчитель Дарницької школи № 160 Д. Д. Вишневський під час німецької окупації намагається встановити зв'язок з радянським підпіллям і партизанським рухом. Навесні 1942 року йому вдалось це зробити. З центра йому дали доручення створити одну з організацій підпілля в Дарницькому районі. Дмитро Дмитрович створив підпільну групу з шести чоловік. Ця група організовувала диверсії та саботаж, розповсюджувала листівки, газети, зведення радянського інформбюро.
З 1941 по 1943 роки школа не працювала. Таким чином навчальний процес був викреслений з історії школи.
У 1943 році, відступаючи німці підірвали школу. Залишився тільки підвал. Був розстріляний і перший директор — Фома Фомич Гордієнко.
Школа почала працювати після звільнення Києва. Це був перший воєнний навчальний 1943—1944 рік. Підвал-бомбосховище став першою квартирою для вчителів, які відновлювали роботу школи. Це Горелік Ганна Трохимівна та Кучкова Лідія Степанівна, яка стала директором тоді ще початкової школи. У своїх спогадах Лідія Степанівна пише: «Ми обійшли всі руїни військ буду і м'ясокомбінату і записали тільки 15 дітей. Можливо їх було більше, але спробуй знайти їх, якщо сім'ї жили в землянках, а на поверхню землі виходили лише труби-димоходи 10-15 см. Обійшли мікрорайон ще раз. Тепер нам допомагали наші майбутні учні, Женя Федоруков і Сергій Турелка. Назбиралось 35 учнів. Встало інше питання — де навчатись? Мені вдалося добитися зустрічі з начальником військ буду — полковником Ганапольським. Військбуд був розташований тоді на заводі „Арсенал“. В наданий наказ — відкрити школу в 15-ти метровій кімнаті в єдиному цілому будинку містечка „Рембаза“. У кімнаті було одне вікно, підлоги не було, печі теж. Поставили столи, лави, саморобну дошку. Працювали у дві зміни. Так починала працювати школа в звільненому Києві. Не вистачало зошитів, підручників. У класі було дуже холодно. Обігрівали клас німецькою залізною пічкою, труба, якої, виходила в клас. Якщо дув сильний вітер, ми задихались від диму. На уроках сиділи в пальто і рукавицях. Тишу порушував дитячий кашель.» У 1946 році директором, тепер вже середньої школи, став Гуревич Самуїл Юхимович.
Класи були маленькими — площею 8-9 квадратних метрів. В класах навчалося по 35-40 учнів. Тісні класи, вузькі коридори, недолік підручників — ось умови роботи школи. Кабінетів не було. Всі підручники, посібники з хімії, фізики, математики, біології, російської та української мови вміщувались в 4 шафах. Лабораторні і практичні роботи проводились підгрупами, оскільки 45 учнів вмістити у 8-9-метрову кімнату було неможливо. Кімнат було мало, а кількість дітей збільшувалась, тому навчались у 2 зміни.
З 1950 року старші класи були переведені в середню школу № 127 де навчались у другу зміну, а молодша школа продовжувала навчання в бараці.
У 1959 році директором школи був призначений Кириленко Олександр Павлович. Він присвятив багато часу будівництву нової школи. У школі нараховувалось 25 класів, в яких навчались менше 1000 учнів.
З 1960 по 1963 рік директором школи був Череп Григорій Тимофійович.
У 1963 на розі вулиці Литвинського і провулку Качуровського відкрито нову будівлю школи за типовим проєктом 2-02-73.
З 1964 по 1967 рік директором школи працював Сай Олексій Андрійович.
На лівому березі Дніпра був лише один великий район — Дарницький. Він швидко розвивався. Будувалися заводи, фабрики. Щорічно тут будували дві-три школи. Отже, потрібні були й кадри для них. Мене наказом міськвно було призначено директором середньої загальноосвітньої школи № 160. Школа-гігант, в якій налічувалось понад 2 тис. учнів, потребувала від директора нестандартних, організаційних, педагогічних форм і методів навчання та виховання, пошуку разом з батьківським комітетом, КРЗ, який був шефом школи додаткових резервів для створення навчальних кабінетів, оснащення навчального процесу технічними засобами.
1968—1978 роки директор — Кашкарьов Микола Іванович. Викладав історію в старших класах. У 1968 році розпочинається добудова.
1979—1980 роки директор школи — Буренок Галина Володимирівна. Посаду директора Галина Володимирівна зайняла у 1979 р. Під її керівництвом був відкритий «Музей бойової слави».
Він розташовувався на третьому поверсі в класі, де зараз є кабінет зарубіжної літератури (уч. Анікіна Любов Іванівна) Звісно для такого проекту потрібно було додаткове фінансування Таку допомогу надав Київський радіозавод. Генерал 39 армії Бєднягін В. П. провів церемонію відкриття музею. На стендах музею розмістили інформацію про 39 армію, оскільки на КРЗ працювало багато ветеранів 39 армії. В цей період у школі навчалось 2800 учнів. Ще до того, як Галина Володимирівна зайняла посаду директора, школу № 160 розвантажили, направивши на навчання частину учнів школи у нову школу № 217, що була відкрита на Рембазі. 1980—1986 роки директором школи був Ступак Костянтин Іванович.
В 1986—1993 році директором школи працювала Шупікова Антоніна Данилівна. При розділі Дарницького району на Дніпровській і Дарницький, керівництво Дарницького району вирішило, що вона повинна покинути свою невеличку школу № 11 і почати працювати у школі № 160. У перший рік її директорства було 24 перші класи. Через велику кількість дітей навчання велося в дві зміни. Через рік у школі навчалось вже 3100 учнів, було 100 класів, 180 вчителів. На той час це була найбільша школа в Києві. На той час у школі № 160 було два музеї: Музей Школи та Бойової Слави.
1993—1994рр. Виконуючою обов'язки директора школи була Савенкова Людмила Михайлівна. Людина з добрим серцем з великої літери. Чуйна, талановита, досвідчена, високо-інтелігентна. Такою вона залишається в пам'яті колективу школи № 160.
1994–2011 роки директором школи працювала Тимофєєва Алла Григорівна, 1959 року народження, учитель історії, вчитель вищої категорії, вчитель-методист. Має звання «Відмінник народної освіти України». Педагогічний стаж понад 35 років. Допомагали керувати школою заступники:
- Орлова Людмила Сергіївна, заступник директора з навчально-виховної роботи з 1986 року. Учитель математики, вчитель вищої категорії. Має звання «Відмінник народної освіти України»;
- Савенкова Людмила Михайлівна, заступник директора з навчально-виховної роботи з 1986 року. Учитель англійської мови, вчитель вищої категорії. Має звання «Відмінник народної освіти України»;
- Ляпіна Майя Семенівна, заступник директора з навчально-виховної роботи з 1982 року. Учитель початкових класів, вчитель вищої категорії. Має звання «Відмінник народної освіти України»;
- Пасічник Раїса Мусіївна, заступник директора з виховної роботи з 1992 року. Учитель початкових класів, вчитель вищої категорії;

- Черевко Людмила Василівна, заступник директора з виховної роботи з 2003 року. Учитель української мови та літератури, вчитель вищої категорії;

- Наньєва Тетяна Іванівна, заступник директора з науково-методичної роботи з 2003 року. Учитель початкових класів, вчитель вищої категорії. Має звання «Старший вчитель»;
- Чуприна Наталія Володимирівна, заступник директора з науково-методичної роботи з 2003 року. Учитель математики, вчитель першої категорії;

- Шостак Наталія Вікторівна, заступник директора з навчально-виховної роботи з 2009 року. Учитель географії, вчитель вищої категорії. Має звання «Старший вчитель»;

- Ткаченко Наталія Петрівна, заступник директора з науково-методичної роботи з 2010 року. Учитель української мови та літератури, вчитель вищої категорії. Має звання «Вчитель-методист»;

- Анікіна Любов Іванівна, заступник директора з виховної роботи з 2010 року. Учитель зарубіжної літератури, вчитель першої категорії;
- Мурашкіна Ольга Олексіївна, заступник директора з адміністративно-господарчої частини з 1993 року.

Склад кадрового забезпечення на той час: «Вчитель методист» — 6 чоловік, «Старший вчитель» — 7 чоловік, мали звання «Відмінник освіти України» — 20 чоловік. У школі було багато молодих учителів. Щоб затримати їх в освіті, намагалися створити для них всі умови, допомогти у становлення педагогічної майстерності. У школі працювала «Школа молодого вчителя», активно діяла система наставництва. Велику роль в активізації пізнавальної діяльності молодих відігравало залучення їх до експериментальної роботи. Взявши клас, який почав працювати за експериментальною програмою розвивального навчання «Росток», молоді вчителі хотіли бачити результати експерименту, залишаючися таким чином в школі надовго.
Важливу роль у кадровому забезпеченні школи мали пенсіонери. Достатньо сказати, що в школі працювали три екс-директори: Буренок Г. В., Ступак К. І., Шупікова А. Д. Всього в школі працювало близько тридцяти досвідчених вчителів. Практично всі вони працювали без лікарняних, чітко виконуючи програму, маючи колосальний досвід роботи, спрямовуючи його на покращення навчально-виховної діяльності. У школі працювало 18 вчителів, які були випускниками нашої школи. А саме: Опришко В. О., Воронова О. С., Борейко Л. Ф., Мурашкіна О. О., Жувак Н. О., Забара Н. В., Лукі В. Г., Федоренко С. А., Дзюбенко Л. Г., Душинська Т. П.,Магерівська А. Б., Матлавська О. Б., Коваліцька Н. Г., Антипіна Г. Б., Єпанєчнікова М. О. та інші.
У 2002 році було створено шкільне наукове товариство «Евріка». Впроваджено профільне навчання. Основні напрями: гуманітарний, фізико-математичний, хіміко-біологічний, художньо-естетичний, філологічний, екологічний та біотехнологічний.
З метою розвитку здібностей учнів, їх творчого потенціалу в школі працювало багато гуртків. З метою пропаганди здорового способу життя працював факультатив «Молодь на розпутті». Також з метою дорожнього травматизму та пожежної безпеки серед учнів було створено загони «Перехрестя» та «Іскра». Цікавою була робота клубу «Історія школи». Учні виявляли неабиякий інтерес до клубу «Інтелект», в рамках якого проводилися інтелектуальні ігри. Була створена команда КВК — неодноразовий чемпіон районних та міських змагань. Не можна оминути увагою театр моди «Фантазія», який вчить дівчат бачити та підкреслювати свою неповторність. Робота гуртка «Дарниця» виховувала в учнів почуття патріотизму, гордості за свій край та людей, які його створили.